# Везни (1919 – 1922)
Вижте пояснителната страница за други значения на Везни.
Списание „Везни“ е българско литературно-художествено списание, издавано в София от поета Гео Милев в периода от 1919 г. до 1922 г. Списанието бързо става трибуна на символизма и експресионизма в България.
Първият брой на списание „Везни“ излиза на 15 септември 1919 г.

## История и развитие
„Везни“ започва да излиза като двуседмично списание, но заради финансови затруднения Гео Милев на два пъти променя периодичността, формата, обема и оформлението, печатницата и хартията на изданието. През втората година списанието вече се печата на по-лошо качество хартия, форматът е малко уголемен, но броят на художествените приложения намалява. През третата година сп. „Везни“ вече е Седмично списание за изкуство и култура. Форматът е намален до джобен, хартията е долнокачествена, а илюстративният материал е минимален. Кръгът от сътрудници също се стеснява. И главно финансовите проблеми водят до временното (а то ще се окаже окончателно) спиране на списанието. Гео Милев прави всичко възможно, за да го съхрани, но опитите му са безуспешни. За времето на съществуването си „Везни“ претърпява промяна в естетическата линия. През първата година започва с апологията на символизма, след това се придвижва към възхвала на експресионизма, докато най-накрая излиза индивидуалистичната затвореност на Бог Аз.

## Сътрудници
Автори и преводачи в списание „Везни“ са най-изявените български символисти: Теодор Траянов, Людмил Стоянов, Христо Ясенов, Николай Лилиев, Николай Райнов и др., както и някои модернисти като: Иван Хаджихристов, Иван Мирчев, Йордан Стубел, Асен Златаров и т.н.